# Пентаплатинагадолиний
Пентапла̀тинагадоли́ний — бинарное неорганическое соединение, интерметаллид
платины и гадолиния
с формулой GdPt5,
кристаллы.

## Получение
- Сплавление стехиометрических количеств чистых веществ:

{\displaystyle {\mathsf {5Pt+Gd\ {\xrightarrow {1650^{o}C}}\ GdPt_{5}}}}

## Физические свойства
Пентаплатинагадолиний образует кристаллы ромбической сингонии, параметры ячейки a = 0,5289 нм, b = 0,9071 нм, c = 2,643 нм

.
Соединение образуется по перитектической реакции при температуре 1650 °C.
При температуре 13,9 К происходит переход в ферромагнитное состояние.